# Mennokate

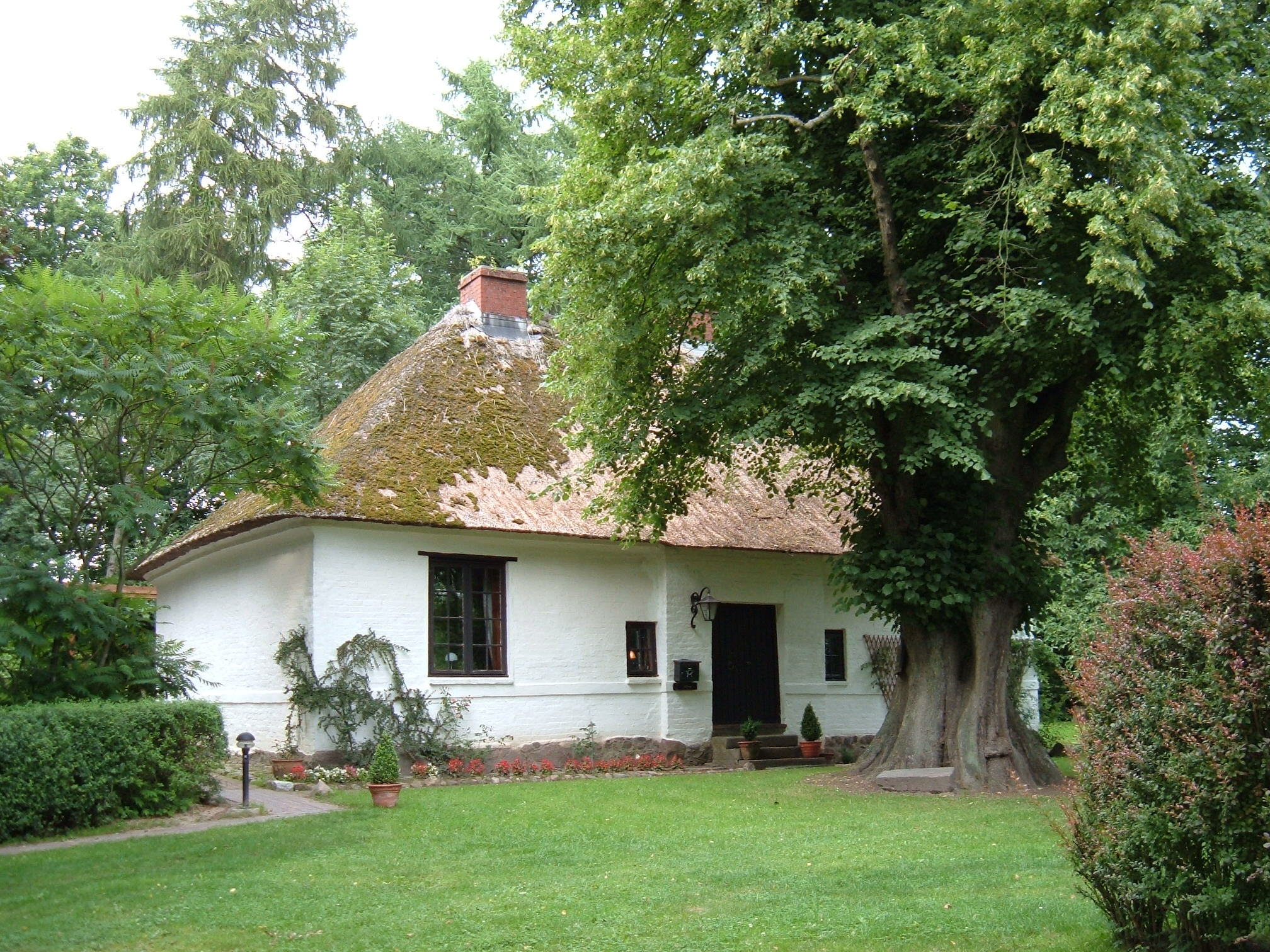
Die Mennokate

Die Mennokate – auch Menno-Kate – ist eine Kate bei Bad Oldesloe, die an den täuferischen Reformator Menno Simons erinnert, der seine letzten Lebensjahre im nahegelegenen Gutsdorf Wüstenfelde verbrachte. Das Reetdachhaus und die davor stehende Linde stehen unter Denkmalschutz. Die Linde soll noch selbst von Simons gepflanzt worden sein.

## Geschichte
Die schlichte, weiß gekalkte, Mitte des 16. Jahrhunderts entstandene Ziegelkate beinhaltete eine Druckerei, in der trotz Publikationsverbots mehrere täuferische Schriften, darunter auch eine revidierte Auflage des bekannten Fundamentbuchs von 1539/40, gedruckt wurden. Die Druckerei soll Simons zwischen Frühjahr 1554 und spätestens Sommer 1556 zur Verfügung gestanden haben. Ob die Druckerei nach einer Verfügung des dänischen Königshofs, deren Herrschaft Holstein unterstand, geschlossen oder an anderer Stelle wieder in Betrieb genommen wurde, konnte noch nicht geklärt werden.
Die Kate gehörte zum damaligen Gut Fresenburg. Unweit der Kate befand sich die von Täufern besiedelte Ortschaft Wüstenfelde.

## Die Mennokate heute
Heute ist in dem Haus ein kleines Museum eingerichtet, das an das Wirken von Menno Simons erinnert. In den Museumsräumen befinden sich Schriften, Karten und Bilder, die unter anderem über die Wirkungsorte Menno Simons’ Auskunft geben. Weiteres Material gibt Auskunft über die Verbreitung und Geschichte der Mennoniten. Vor der Kate steht seit 1957 ein von Richard Kuöhl entworfener Gedenkstein mit einem in Kupfer getriebenen Bildnis von Menno Simons. Umgeben ist der Gedenkstein von mehreren Gedenkplatten mennonitischer Gemeinden aus u. a. Bayern, Nassau, der Pfalz, West- und Ostpreußen. Die vor dem Haus stehende Linde soll noch von Menno Simons gepflanzt worden sein.
Die Mennokate befindet sich im Eigentum des Freiherrn von Jenisch aus Bad Oldesloe. Dieser hat das Gebäude an die Vereinigung der Deutschen Mennonitengemeinden (VDM) als Zusammenschluss der nord- und westdeutschen Mennonitengemeinden verpachtet; die Betreuung des Museums hat ein Ausschuss des Mennonitischen Geschichtsvereins mit Mitgliedern aus den mennonitischen Gemeinden Hamburg-Altona und Lübeck übernommen.